# Света лига папе Климента VIII
Света лига папе Климента VIII организована је као хришћанска унија против Османског царства током Дугог рата.
Стварање лиге користи се као изговор за Брестовску унију и Русија одбија да учествује. У то време Мавро Орбини написао је „Словенско царство”. Ови догађаји су такође пресудни за понашање Михај Храбри.